# Vidua
Vidua is een geslacht van zangvogels uit de familie van de Viduidae. De wetenschappelijke naam van het geslacht is voor het eerst geldig gepubliceerd in 1816 door Cuvier. In het Nederlands worden ze (paradijs-)wida's, staal- of atlasvinken genoemd.

## Beschrijving
Viduidae zijn vinkachtige soorten. Bij deze vogels overheerst het zwart of de kleur indigo in het verenkleed. Bij de vogels met de naam "wida" heeft het mannetje in de broedtijd een lange of zeer lange staart. Jonge vogels en vrouwtjes van deze soorten zijn lastig onderling te onderscheiden.

## Broedparasieten
Het zijn allemaal broedparasieten die eieren leggen in de nesten van prachtvinken (Estrildidae). Iedere soort heeft zijn eigen favoriete prachtvinkensoort waarop ze parasiteren. De familie Estrildidae en de soorten uit het geslacht Vidua zijn overigens verwant en behoren beide tot de superfamilie Passeroidea.
In tegenstelling tot een broedparasiet als de koekoek vernietigen de staalvinken en wida's niet het legsel van de gastheersoort. Ze leggen 2-4 eieren in een nest waarin al een ei aanwezig is. De eieren van zowel de gastheer als de parasiet zijn wit, hoewel de eieren van de parasiet iets groter zijn. De eigen jongen en die van de parasiet groeien gezamenlijk op. 
Staalvinken en wida's  imiteren het liedje van hun gastheer, dat de mannetjes leren als nestjong. Hoewel de vrouwtjes niet zingen, leren ze ook het lied van hun gastheer herkennen en kiezen ze voor mannetjes uit hetzelfde gastheerlegsel; zo blijft de band tussen de gastheersoort en de parasiet in stand.

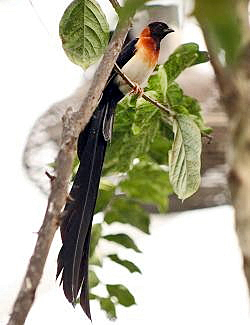
Smalstaartparadijswida (Vidua paradiseae)
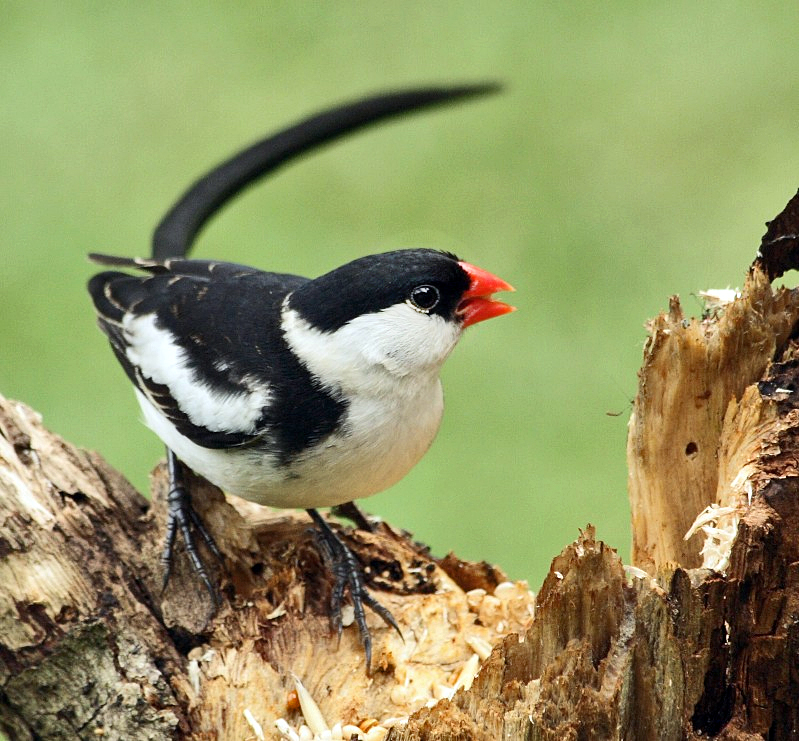
Dominikanerwida (Vidua macroura)
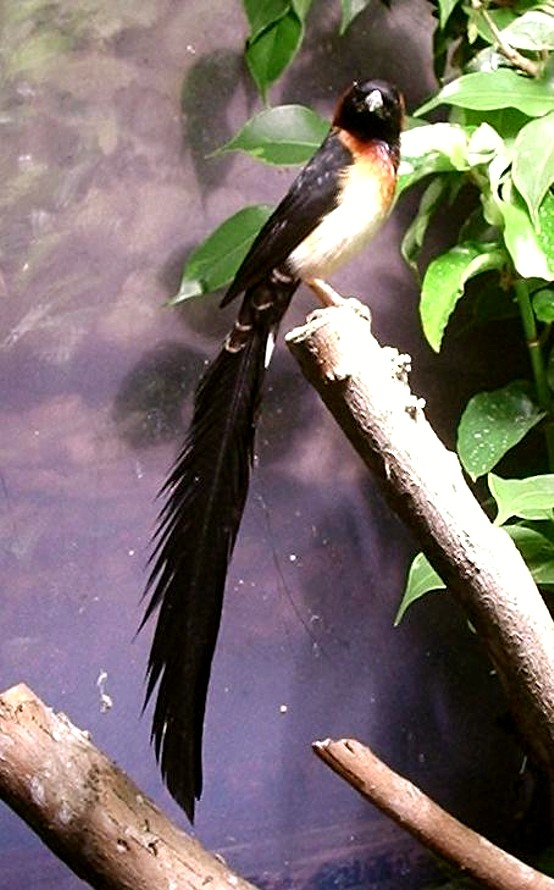
Breedstaart- paradijswida (Vidua obtusa)

## Soorten
De volgende soorten zijn bij het geslacht ingedeeld:
- Vidua camerunensis – Foniostaalvink (Grote, 1922)
- Vidua chalybeata – Staalvink (Statius Müller, 1776)
- Vidua codringtoni – Codringtons staalvink (Neave, 1907)
- Vidua fischeri – Fischers wida (Reichenow, 1882)
- Vidua funerea – Groene staalvink (de Tarragon, 1847)
- Vidua hypocherina – Langstaartstaalvink Verreaux, J & Verreaux, E, 1856
- Vidua interjecta – Langstaartparadijswida (Grote, 1922)
- Vidua larvaticola – Barkastaalvink Payne, 1982
- Vidua macroura – Dominikanerwida (Pallas, 1764)
- Vidua maryae – Jos-Plateaustaalvink Payne, 1982
- Vidua nigeriae – Kwartelstaalvink (Alexander, 1908)
- Vidua obtusa – Breedstaartparadijswida (Chapin, 1922)
- Vidua orientalis – Sahelparadijswida Heuglin, 1870
- Vidua paradisaea – Smalstaartparadijswida (Linnaeus, 1758)
- Vidua purpurascens – Purperstaalvink (Reichenow, 1883)
- Vidua raricola – Jambandustaalvink Payne, 1982
- Vidua regia – Koningswida (Linnaeus, 1766)
- Vidua togoensis – Togoparadijswida (Grote, 1923)
- Vidua wilsoni – Wilsons staalvink (Hartert, 1901)